# Tim Austin (mathématicien)
Pour les articles homonymes, voir Tim Austin et Austin.
Timothy Derek « Tim » Austin est un mathématicien britannique spécialisé en analyse, théorie ergodique et théorie des probabilités, né en 1983 à Londres.

## Biographie
Tim Austin fait des études de mathématiques à l'Université de Cambridge avec un baccalauréat en 2005 et un Certificate of Advanced Mathematics en 2006 ; il obtenu un Ph. D. en 2010 à l'Université de Californie à Los Angeles (UCLA) sous la supervision de Terence Tao (titre de la thèse : Multiple recurrence and the structure of probability-preserving systems).  De 2010 à 2015, il est  boursier de recherche Clay (Clay Research Fellow)  De 2012 à 2014, il est professeur assistant au Courant Institute of Mathematical Sciences puis professeur associé de 2015 à 2017. Depuis 2017, il est professeur associé à l'UCLA, et depuis  juillet 2019 professeur titulaire.
Il a été chercheur invité au centre Microsoft Research à Redmond à plusieurs reprises et a été chercheur invité à l'Université Brown.

## Recherche
Tim  travaille en théorie ergodique (récurrence multiple), en analyse harmonique, combinatoire additive,  cohomologie des groupes, géométrie métrique avec des applications en théorie géométrique des groupes , en théorie des probabilités sur les grandes structures discrètes et sur des résultats exacts en mécanique statistique. Par ailleurs, il a travaillé sur des espaces métriques finis en relation avec des processus stochastiques stationnaires afin d'étudier entre autres leur entropie..
De 2014 à 2017, Austin est chercheur principal (Principal investigator) à la Simons Collaboration  sur les algorithmes et la géométrie, et de 2019 à 2022, il est principal investigator d'un NSF grant sur la Théorie ergodique non conventionnelle des probabilités en haute dimension et la physique statistique.

## Prix
En 2020, il est l'un des lauréats du  prix New Horizons in Mathematics pour ses travaux en théorie ergodique, en particulier pour la preuve de la conjecture faible de Pinsker. En 2021, il est lauréat du prix Brin pour sa preuve de la conjecture faible de Pinsker, pour son approche révolutionnaire des théorèmes ergodiques multiples non conventionnels et pour ses contributions à la théorie géométrique des groupes. En 2021 également il reçoit le  prix Ostrowski.

## Publications (sélection)
- « The emergence of the deterministic Hodgkin--Huxley equations as a limit from the underlying stochastic ion-channel mechanism, », Annals of Applied Probability, vol. 18, no 4,‎ 2008, p. 1279-1325 (DOI 10.1214/07-AAP494, arXiv math/0609068).
- « Deducing the Density Hales-Jewett Theorem from an infinitary removal lemma », J. Theoret. Probab., vol. 24,‎ 2011, p. 615-633 (arXiv 0903.1633).
- avec Tanja Eisner et Terence Tao, « Nonconventional ergodic averages and multiple recurrence for von Neumann dynamical dynamical systems », Pacific J. Math., vol. 250,‎ 2011, p. 1-60 (arXiv 0912.5093).
- « Amenable groups with very poor compression into Lebesgue spaces », Duke Math. J., vol. 159,‎ 2011, p. 187-222 (arXiv 0909.2047).
- avec Calvin C. Moore, « Continuity properties of measurable group cohomology », Mathematische Annalen, vol. 356,‎ 2013, p. 885-937 (DOI 10.1007/s00208-012-0868-z, arXiv 1004.4937).
- « Multiple recurrence and finding patterns in dense sets », dans Dzmitry Badziahin, Alexander Gorodnik, Norbert Peyerimhoff (éditeurs), Dynamics and analytic number theory, Cambridge Univ. Press, coll. « London Math. Soc. Lecture Note Ser. » (no 437), 2016 (MR 3618790), p. 189–257
- « Measure concentration and the weak Pinsker property », Publ. Math. Inst. Hautes Etudes Sci., vol. 128,‎ 2018, p. 1–119 (arXiv 1705.00302).
- « The structure of low-complexity Gibbs measures on product spaces », Ann. Probab., vol. 47, no 6,‎ 2019, p. 4002-4023 (arXiv 1810.07278).
- « Multi-variate correlation and mixtures of product measures », Kybernetika, vol. 56, no 3,‎ 2020, p. 459-499 (DOI 10.14736/kyb-2020-3-0459, arXiv 1809.10272, lire en ligne).